# Partido Monte Hermoso
Monte Hermoso ist ein Partido im Süden der Provinz Buenos Aires in Argentinien. Laut einer Schätzung von 2019 hat der Partido 7.310 Einwohner auf 230 km². Der Verwaltungssitz ist die Stadt Monte Hermoso. Monte Hermoso ist ein Ferienort an der südlichen Atlantikküste. Die Strände erstrecken sich über eine Länge von 32 km mit einem leichten Gefälle hinter einer Dünenkette.

## Orte
Monte Hermoso ist in 2 Ortschaften und Städte, sogenannte Localidades, unterteilt.
- Monte Hermoso (Verwaltungssitz)
- Balneario Sauce Grande